# Arctia lederi
Arctia lederi là một loài bướm đêm thuộc phân họ Arctiinae, họ Erebidae.